# 一般线性群
在數學中，n 次一般線性群是 n×n 可逆矩陣的集合，和與之一起的普通矩陣乘法運算。這形成了一個群，因為兩個可逆矩陣的乘積也是可逆矩陣，而可逆矩陣的逆元還是可逆矩陣。叫這個名字是因為可逆矩陣的縱列是線性無關的，因此它們定義的向量／點是在一般線性位置上的，而在一般線性群中的矩陣把在一般線性位置上的點變換成在一般線性位置上的點。
为了使定义更明确，必需規定哪類對象可以成為矩陣的元素。例如，在 R（實數集）上的一般線性群是實數的 n×n 可逆矩陣的群，并指示為 GLn(R)或 GL(n, R)。
更一般的說，在任何域 F（比如複數集）或環 R（比如整數集的環）上的 n 次一般線性群是帶有來自 F（或 R）的元素的 n×n 可逆矩陣的群，帶有矩陣乘法作為群運算。典型符號是 GLn(F)或 GL(n, F)，如果域是自明的也可簡寫為 GL(n)。
更一般的說，向量空間的一般線性群 GL(V)仍是抽象自同構群，不必需寫為矩陣。
特殊線性群，寫為 SL(n, F)或 SLn(F)，是由行列式 =1的矩陣構成的 GL(n, F)的子群。
群 GL(n, F)和它的子群經常叫做線性群或矩陣群（抽象群 GL(V)是線性群但不是矩陣群）。這些群在群表示理論中是重要的，并引發對空間對稱和一般向量空間對稱的研究，還有多項式的研究。模群可以實現為特殊線性群SL(2, Z)的商群。
如果 n ≥ 2，則群 GL(n, F)不是阿貝爾群。

## 向量空間的一般線性群
如果 V 是在域 F 上的向量空間，V 的一般線性群，寫為GL(V)或Aut(V)，是 V 的所有自同構的群，就是說所有雙射線性變換 V → V 的集合，和與之一起的函數復合作為群運算。如果 V 有有限維 n，則GL(V)和GL(n, F)是同構的。這個同構不是規范的；它依賴於在 V 中對基的選擇。給定 V 的一個基 (e1, ..., en)和GL(V)中自同構 T，有著
{\displaystyle Te_{k}=\sum _{j=1}^{n}a_{jk}e_{j}}
對於某些 F 中的常量 ajk；對應於 T 的矩陣就是由 ajk作為元素的矩陣。
以類似的方式，對于交換環 R 群GL(n, R)可以被解釋為 n 秩的自由 R-模的自同構的群。還可以對任何模定義GL(M)，但是這一般不同構於GL(n, R)（對於任何 n）。

## 依據行列式
在域 F 上矩陣是可逆的，當且僅當它的行列式是非零的。因此GL(n, F)的一個可替代定義是帶有非零行列式的矩陣。
在交換環 R 上，必須稍微小心一下：在 R 上的矩陣是可逆的，當且僅當它的行列式是 R 中的可逆元，就是說它的行列式在 R 中是可逆的。因此GL(n, R)可以被定義為行列式為可逆元的矩陣的群。
在非交換環 R 上，行列式表現不好。在這種情況下，GL(n, R)可以定義為矩陣環 M(n, R)的單位群。

## 作為李群

### 實數情況
在實數域上的一般線性群GL(n,R)是 n2維實數李群。要得出這個結論，注意所有 n×n 實數矩陣的集合 Mn(R)形成了 n2維實向量空間。子集GL(n,R)由行列式為非零的矩陣構成。行列式是多項式映射，因此GL(n,R)是 Mn(R)的開仿射子簇（Mn(R)在扎里斯基拓扑下的非空開子集），并且因此是相同維的光滑流形。
GL(n,R)的李代數由所有 n×n 實數矩陣構成并帶有交換子充當李括號。
作為一個流形，GL(n,R)不是連通的而是由兩個連通單元構成：有正行列式的矩陣們和有負行列式的矩陣們。单位分量（Identity component）為GL+(n, R)，由帶有正行列式的實數 n×n 矩陣構成。它也是 n2維李群；它有同GL(n,R)一樣的李代數。 
群GL(n,R)也是非緊緻的。GL(n, R)的極大緊子群是正交群 O(n)，而GL+(n, R)的極大緊子群是特殊正交群 SO(n)。至於SO(n)，群GL+(n, R)不是單連通的（除了 n=1的時候），然而有基本群，它對 n=2同構於 Z 或者對 n>2同構於 Z2。

### 複數情況
在複數集上的一般線性群GL(n,C)是複數維 n2的複數李群。作為實數李群它有2n2維。所有實數矩陣的集合形成了實數李子群。
對應於GL(n,C)的李代數由所有 n×n 複數矩陣組成帶有交換子充當李括號。
不像實數情況，GL(n,C)是連通的。部分的因為複數的乘法群 C×是連通的。群流形GL(n,C)不是緊緻的；而它的極大緊子群是酉群 U(n)。至於U(n)，群流形GL(n,C)不是單連通的但有同構於 Z 的基本群。

## 在有限域上
如果 F 是有 q 個元素的有限域，則我們有時寫GL(n, q)替代GL(n, F)。在 p 是質數的時候，GL(n, p)是群Zpn的外自同構群，并且還是自同構群，因為Zpn是阿貝爾群，所以內自同構群是平凡的。
GL(n, q)的階是：
(qn - 1)(qn - q)(qn - q2)… (qn - qn-1)
這可以通過計數矩陣的可能縱列數來證明：第一列可以是除了零向量的任何向量；第二列可以是除了第一列的倍數的任何向量；并且一般的說第 k 列可以是非前 k-1列的線性張成的任何向量。
例如，GL(3,2)有階 (8-1)(8-2)(8-4)=168。它是Fano平面和群Z23的自同構群。
更一般的說，可以計數 F 上的格拉斯曼空间的點：換句話說就是給定維 k 的子空間的數目。這只要求找到一個這種子空間的穩定子子群（在那個頁面中以分塊矩陣形式描述），并通過軌道-穩定子定理劃分成剛才給出的公式。
這些公式有聯繫於格拉斯曼空间的舒伯特分解，并且是複格拉斯曼空间的貝蒂數的q-analog。這是導致韦伊猜想的線索之一。

## 特殊線性群
特殊線性群SL(n, F)是帶有行列式為1的所有矩陣的群。它們是特殊的因為它們位于子簇之上–它們滿足一個多項式方程（因為行列式是元素的多項式）。這種類型的矩陣形成一個群，因為兩個矩陣的乘積的行列式是每個矩陣的行列式的乘積。SL(n, F)是GL(n, F)的正規子群。
如果我們把 F（排除0）的乘法群寫為 F×，則行列式是群同態
det: GL(n, F) → F×。
這個映射的核就是特殊線性群。通過第一同構定理我們得出GL(n,F)/SL(n,F) 同構於 F×。事實上，GL(n, F)可以寫為SL(n, F)與 F×的半直積：
GL(n, F) = SL(n, F) ⋊ F×
在 F 是 R 或 C 的時候，SL(n)是 n2 − 1維的GL(n)的李群。SL(n)的李代數由所有在 F 上的 n×n 矩陣構成帶有成為零的跡數。李括號給出為交換子。
特殊線性群SL(n, R)可以被刻畫為保持體積和定向的 Rn的線性變換的群。
群SL(n, C)是單連通的而SL(n, R)不是。SL(n, R)有同GL+(n, R)一樣的基礎群，就是對 n=2為 Z 或者對 n>2為 Z2。

## 其他子群

### 對角子群
所有可逆對角矩陣的集合形成了同構於 (F×)n的GL(n, F)的子群。在域如 R 和 C 中，這些對應於縮放這個空間；也就是擴張或收縮它。
標量矩陣是作為常量倍的單位矩陣的對角矩陣。所有非零標量矩陣的集合形成了同構於 F×的GL(n, F)的子群。這個群是GL(n, F)的中心。特別是，它是正規阿貝爾子群。
SL(n, F)的中心是帶有單位行列式的所有標量矩陣的集合，并同構於在域 F 中 n 次單位根的群。

### 典型群
所謂的典型群是保持某種在向量空間 V 上的雙線性形式的GL(V)的子群。這包括
- 正交群 O(V)，它保持在 V 上的非退化二次型，
- 辛群 Sp(V)，它保持在 V 上的辛形式（非退化反对称2形式），
- 酉群 U(V)，它在 F = C 的時候保持在 V 上的非退化hermitian形式。

這些群提供了李群的重要例子。

## 有關的群

### 射影線性群
射影線性群 PGL(n, F)和射影特殊線性群 PSL(n,F)是GL(n,F)和SL(n,F)模以中心（它由某些倍數的單位矩陣的構成）的商群。

### 仿射群
仿射群 Aff(n,F)是通過在 Fn中的轉換的GL(n,F)的群擴張，它可以寫為半直積：
Aff(n, F) = GL(n, F) ⋉ Fn
這裡的GL(n, F)自然方式作用在 Fn上。仿射群可以被看作在向量空間 Fn底層的仿射空間的所有仿射變換的群。
它有類似於一般線性群的其他子群的結構：例如，特殊仿射群是半直積SL(n, F) ⋉ Fn定義的子群，而龐加萊群是與洛倫茲群 O(1,3,F) ⋉ Fn關聯的仿射群。

## 無限一般線性群
無限一般線性群或穩定一般線性群是包含{\displaystyle \operatorname {GL} (n,F)\to \operatorname {GL} (n+1,F)}為上左分塊矩陣的方向極限。它指示為要么{\displaystyle \operatorname {GL} (F)}要么{\displaystyle \operatorname {GL} (\infty ,F)}，并可以解釋為只與單位矩陣差異有限多個位置的可逆無限矩陣的集合。
它被用在代數K-理論中定義K1，并且在實數上有博特周期性定理貢獻的被良好理解了的拓撲。

## 進一步閱讀
- "GL(2,p) and GL(3,3) Acting on Points" by Ed Pegg, Jr.，The Wolfram Demonstrations Project，2007.